# Алжезур (район)
Алжезур (порт. Aljezur) — район (фрегезия) в Португалии, входит в округ Фару. Является составной частью муниципалитета Алжезур. По старому административному делению входил в провинцию Алгарве (регион). Входит в экономико-статистический субрегион Алгарве, который входит в Алгарве. Население составляет 2687 человек на 2001 год. Занимает площадь 167,36 км².

## Достопримечательности
- Замок Алжезур (Castelo de Aljezur)
- Замок Аррифана (Castelo de Arrifana)